# Instituto de Estudos Sociais e Políticos
O Instituto de Estudos Sociais e Políticos é um centro de pesquisa e pós-graduação em ciências sociais brasileiro. Foi fundado em 01 de junho de 2010, fruto de uma crise do Instituto Universitário de Pesquisas do Rio de Janeiro (IUPERJ) departamento da Universidade Cândido Mendes (UCAM), sendo assim o IESP abrigou alguns professores do antigo IUPERJ no instituto recém criado na Universidade Estadual do Rio de Janeiro (UERJ). É considerado um polo do ensino superior de ciência política e Sociologia, junto com o Departamento de Ciência Política da UFMG, foi uma instituição pioneira para a modernização dessa disciplina no Brasil.

## Historia

### Estado inicial da ciência política no Brasil
Quando o politólogo americano Robert Packenham veio ao Brasil em 1964, descreveu a comunidade acadêmica brasileira como "ausente de uma tradição em ciência política" e destacou que haveria quatro grupos de escritores dedicando-se ao estudo política: o primeiro era composto por juristas, como Paulo Bonavides, preocupados com as instituições em sua formalidade legal, mas sem uma abordagem empírica da política; e uma segunda, de caráter mais ensaísta e jornalístico, reunindo as reflexões de Antônio Callado, Fernando Pedreira e Alberto Dines. Nenhuma dessas correntes produzia obras com o rigor metodológico no trato de dados e de fontes documentais que vinha ganhando popularidade nos estudos sociais publicados nos Estados Unidos e na Europa.
Packenham identificou apenas duas escolas com produções acadêmicas mais próximas do que se fazia no estrangeiro. Em São Paulo, uma vertente de influência neo-marxista foi estruturada pelo pensamento de Florestan Fernandes e seus alunos, dos quais destacaram-se Fernando Henrique Cardoso e Octavio Ianni. Já no Rio de Janeiro, com a dissolução do Instituto Superior de Estudos Brasileiros (ISEB) pelo movimento militar de 1964, as ciências sociais foram dispersas em várias instituições, mas vislumbrava-se uma linha macro-sociológica derivada de Victor Nunes Leal e Oliveira Vianna, cujos maiores expoentes na época eram Cândido Mendes, Guerreiro Ramos, Hélio Jaguaribe e Gláucio Ary Dillon Soares.

### Fundação do IUPERJ
Neste contexto, através de importante financiamento oriundo da Fundação Ford, estimulou-se o contato de pesquisadores brasileiros com a Academia americana e a fundação de um centro de ensino capaz de unificar no Rio de Janeiro um polo para o estudo das Ciências Sociais e integrar uma nova geração de pesquisadores que vinha se influenciando pela abordagem politológica desenvolvida nos EUA. A fundação do instituto como um departamento da Universidade Cândido Mendes foi encabeçada pelo próprio reitor Cândido Mendes, que convocou uma equipe de elite de docentes composta por ex-isebianos como Wanderley Guilherme dos Santos e Hélio Jaguaribe; por professores estrangeiros como Carlos Hasenbalg — que possuíam vínculos com a FLACSO.

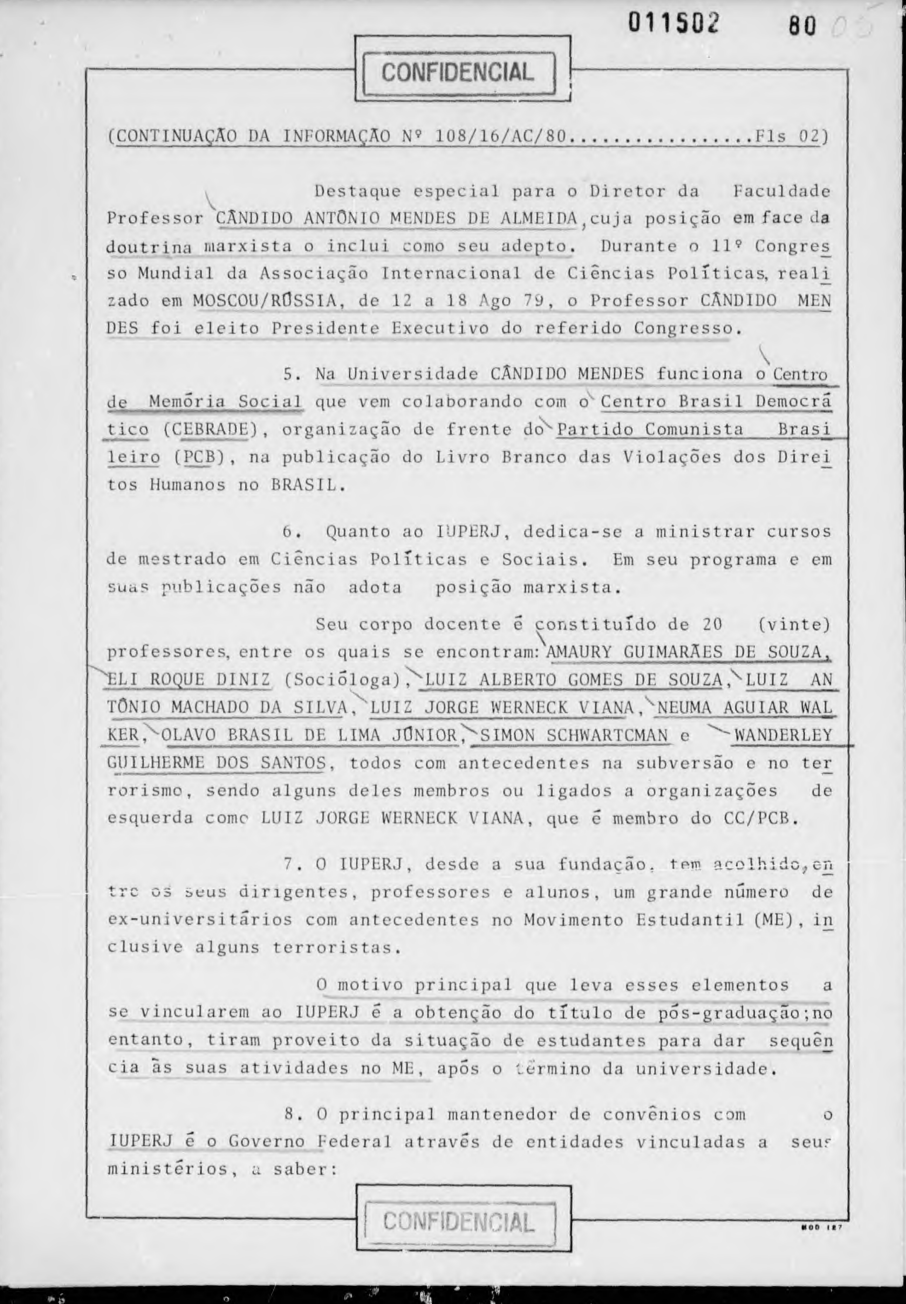
Denúncia confidencial contra o IUPERJ, durante a ditadura militar, por suposta atividade subversiva.

Por se tratar de uma instituição privada, com guarida na influência da tradicional família de Cândido Mendes, o IUPERJ, mesmo dedicando-se ao estudo das ciências sociais, pôde subsistir em parte à repressão da ditadura militar — característica comum ao CEBRAP. Após o AI 5, configurou-se como um refúgio para intelectuais perseguidos e atraiu um fluxo de professores mineiros oriundos do grupo de estudos do professor Júlio Barbosa no curso de Sociologia e Política da Faculdade de Economia da UFMG, como Bolívar Lamounier e Simon Schwartzman. Entretanto, apesar de privado, o IUPERJ jamais exigiu mensalidades por parte dos seus alunos, mantendo-se inicialmente pelos fundos da Ford e, posteriormente, através do auxílio da FINEP e de bolsas da CAPES.
O IUPERJ consolidou-se a partir de meados da década de 1970 como uma instituição de ponta na pesquisa e no ensino de Ciências Sociais no âmbito da pós-graduação no Brasil. Em 1969 foi criado o programa de mestrado em ciência política, sendo que em 1971 a primeira dissertação foi defendida por Renato Boschi e em 1970 foi criado o programa de mestrado em sociologia, cuja primeira dissertação foi a de Sônia Fleury. Em 1982, o programa de pós-graduação criou o primeiro programa de doutorado em ciência política do Brasil. Além disso, o instituto introduziu no Brasil o formato norte-americano dos programas estruturados de pós-graduação nas ciências sociais, com cursos regulares e créditos, ao invés da simples orientação individual de teses — típica da tradição europeia, que era adotada pela USP. Este formato permitiu garantir que os alunos do IUPERJ adquirissem uma formação teórica e metodológica ampla, antes de começar os trabalhos de tese propriamente ditos.
No fim da década de 1970, o IUPERJ já possuía relevância internacional, o que permitiu que Cândido Mendes assumisse a presidência da Associação Internacional de Ciência Política (IPSA/AISP) entre 1979 e 1982.

### Década de 1980
O IUPERJ participou ativamente da fundação da Associação Nacional de Pós-Graduação em Ciências Sociais (Anpocs), com a finalidade de organizar e coordenar os programas de pós-graduação em ciências sociais no país. No entanto, houve resistência por parte de alguns elementos na USP, que entendiam esse movimento como uma incursão do IUPERJ instrumentalizada pela Fundação Ford, em nome de uma americanização do ensino superior brasileiro. Esse contencioso foi solucionado delegando a presidência da Associação ao uspiano Francisco Weffort e a vice-presidência ao iuperjiano Olavo Brasil de Lima Júnior.
 

No entanto, já na altura da reabertura democrática do Brasil, o IUPERJ esfriou parte de suas ambições originais. O governo federal parou de financiar diretamente as instituições privadas e a Fundação Ford também deixou de dar apoio institucional a programas de pós-graduação, passando a se concentrar-se no apoio a projetos e atividades específicas. Foi neste período que o IUPERJ, por iniciativa de jovens alunos e assistentes, coordenados por Edson Nunes, começou a desenvolver uma linha de pesquisas aplicadas que adquiriu significativos recursos para reverter ao Instituto. Houve uma decisão, no entanto, de interromper esta linha de pesquisa aplicada, porquanto predominava a ideia de que estas pesquisas aplicadas não tinham o status e a qualidade da pesquisa acadêmica realizada pelos professores do Instituto. O resultado da incapacidade do IUPERJ de incorporar de forma criativa esta nova fonte de recursos, que poderia ajudar a reformular e rejuvenescer sua agenda da pesquisa, foi tornar o Instituto cada vez mais dependente das Faculdades Cândido Mendes.

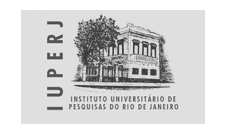
Logotipo do IUPERJ representando o tradicional casarão, situado na Rua da Matriz no Botafogo, onde é sediado o IESP até hoje.

### Incorporação pela UERJ
Embora positiva em um primeiro momento, a filiação do IUPERJ à Faculdade Cândido Mendes tornou-se um ponto de conflito cada vez mais inflamado. Cândido Mendes de Almeida não fazia parte formalmente do IUPERJ, nem interferia em suas atividades acadêmicas e nas decisões de seus professores. Mas o  Instituto jamais obteve personalidade jurídica própria, seus recursos eram administrados pelas Faculdades Cândido Mendes, e com isto estava sujeito às incertezas de uma instituição de ensino privada e familiar, cujas dificuldades foram se agravando cada vez mais.
Em razão de uma prolongada crise financeira na Universidade Cândido Mendes, a direção da UCAM determinou o congelamento dos salários de professores e funcionários dos programas do IUPERJ e, em 2010, os cursos de Pós-Graduação ligados ao instituto foram descontinuados. O instituto pôde sobreviver graças à Universidade Estadual do Rio de Janeiro, sob o governo de Sérgio Cabral, que adquiriu o prédio onde funcionava o antigo IUPERJ situado no Botafogo e contratou parte do corpo docente para refundar o centro de ensino sob o nome Instituto de Estudos Sociais e Políticos (IESP).
Em 2011, a Universidade Cândido Mendes ganhou a disputa pela marca obtendo os domínios www.iuperj.br e aprovando um Programa de Pós-Graduação em Sociologia Política abrigado no IUPERJ, reconhecido pela CAPES em 2015 e hoje contanto com a nota 4. Neste mesmo turno, todos os documentos do IUPERJ, diplomas, teses e livros foram transferidos para a Universidade Candido Mendes.

## Organização
O IESP está estruturado em dois departamentos: o departamento de estudos sociais e o departamento de estudos políticos; bem como dois programas de pós-graduação: em sociologia e em ciência política.

### Grupos de pesquisa
O IESP possui 14 grupos de pesquisa ativos, dos quais destacam-se o Beemonte, coordenado por Christian Lynch; o LABMUNDO, coordenado por Carlos Milani; e o DOXA, coordenado pela Argelina Cheibub Figueiredo.

### Pós-graduação em ciência política
O programa PPGCP/IESP é o programa mais antigo do Brasil e é considerado uma referência para o estudo da disciplina no Brasil. Já lecionaram neste programa Jairo Nicolau, Sérgio Abranches, Wanderley Guilherme dos Santos, Octavio Amorim Neto, Guillermo O'Donnell, Gláucio Ary Dillon Soares e outras personalidades relevantes da Academia brasileira de ciência política. O programa está estruturado em três áreas de concentração e linhas de pesquisa:
1. Relações internacionais e política comparada: Análise política comparada; Democracia, modalidades de capitalismo e desenvolvimento em perspectiva comparada; Política internacional e análise de política externa.
2. Instituições e comportamento político: Instituições políticas e políticas públicas; Mídia e opinião pública; Sistemas eleitorais e sistemas partidários e comportamento político.
3. Teoria política: Teoria política clássica, moderna e contemporânea; Teorias e metodologias de análise textual históricas e não-históricas; Pensamento político brasileiro.

### Pós-graduação em sociologia
O PPGS/IESP está estruturado em quatro áreas de concentração e linhas de pesquisa:
1. Desigualdades, mobilidade social e trabalho: Estratificação e mobilidade social; Trabalho e sociedade; Metodologia quantitativa e qualitativa.
2. Sociologia política: Relações entre Estado e sociedade; formação sociopolítica dos Estados; relação entre grupos sociais, redes sociais e a política; movimentos sociais e participação social; mudanças sociais e conflitos; poder e dominação; cidadania e solidariedade; gênero e raça; direitos sociais.
3. Sociologia urbana: Violência, juventude e sociabilidade; mecanismos cotidianos e aspectos estruturais da sociabilidade urbana; etnografia urbana; cultura e cidades; as dimensões sociais e espaciais da globalização e do transnacionalismo;
4. Teoria social: Teorias sociológicas; Teoria social e modernidade; Filosofia das ciências sociais.

## Revista Dados
Desde 1966, o IESP edita a revista Dados, um dos mais importantes jornais acadêmicos do Brasil. A revista têm foco em ciência política, mas também recebe publicações de outras disciplinas de ciências sociais.
Com periodicidade trimestral desde 1981 e tiragem média de 400 exemplares impressos por número, faz parte do primeiro grupo de onze revistas que em 1996 integraram o SciELO – Science Eletronic Library Online constituindo-se como primeiro periódico de Ciências Humanas a fazer parte do projeto. É uma das poucas revistas brasileiras de Ciências Sociais indexadas no Institute for Scientific Information – ISI (Thomson Co.).

Em 2022, o Google Acadêmico posicionou a Revista Dados em nona colocação entre os periódicos de ciências sociais em língua portuguesa. Já o critério Qualis—CAPES atribui ao jornal a nota máxima 1A.